# グー・グー・ドールズ

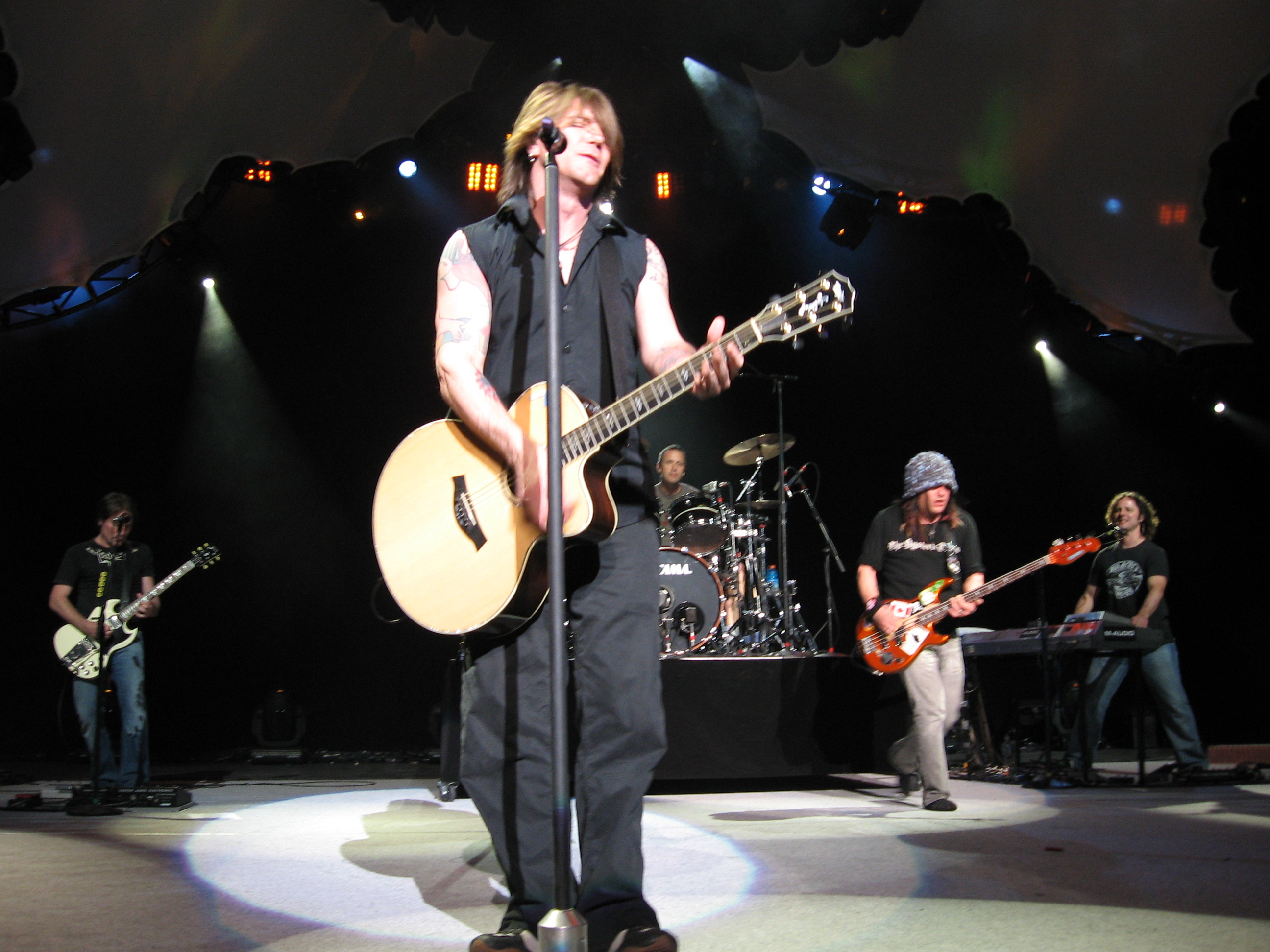
2007年7月

グー・グー・ドールズ（Goo Goo Dolls）は、アメリカ合衆国のロックバンド。

## 経歴
1986年、ニューヨーク州バッファローで結成。1987年にセルフタイトルのアルバムでデビュー。その後、バンドはヘヴィメタル・レーベルのメタル・ブレイドと契約し、アルバム『ジェッド』（1989年）、『ホールド・ミー・アップ』（1990年）を相次いでリリースした。
1993年の4枚目のアルバム『スーパースター・カー・ウォッシュ』からワーナー・ブラザース・レコードによるメジャー流通となる。1995年にはマイク・マリニンが加入して現在のラインアップとなる。
インディーズ時代から知る人ぞ知る実力派バンドとして人気を獲得していた事から「アメリカで最も有名な無名バンド」のコピーが付けられていたが、1995年リリースのアルバム『ボーイ・ネームド・グー～グーという名の少年～』からシングルカットされた「ネーム（Name）」のヒットでブレイクを果たした。
1998年には「アイリス（Iris）」（『Dizzy Up The Girl』収録）が映画『シティ・オブ・エンジェル』の主題歌に起用されヒット。Billboard Hot 100 エアプレイでは通算18週1位の史上最長記録を樹立したが、シングル盤が発売されていないことから途中までBillboard Hot 100チャートのランクイン対象とはならなかった。
2007年にはサマーソニック07に出演。また、映画『トランスフォーマー』において、劇中の主人公をイメージした挿入曲「Before It's Too Late」を手掛ける。
2021年に結成35周年を迎え、現在も精力的に活動を続けている。

## エピソード
- 初期はパンク・ロックに近いサウンドであったが、メジャーデビュー以降、徐々にオルタナティヴ・ロックに近いサウンドへと変化していく。曲によってジョン、ロビーそれぞれがリードボーカルを務めている。
- 衝撃的な9.11テロを受け、音楽の方向性がガラッと変化した。
- 彼らの高い音楽性から、音楽業界にもファンは多く、彼らのことを「ミュージシャンズミュージシャン」と呼ぶ声も多い。
- テレビ番組『セサミストリート』に登場する代表的なモンスター「エルモ」と共演したことがある。
- バンド名について、結成当初に付けた仮の名前がそのまま定着したとレズニックが語っている[1]。

## メンバー

### 現在のメンバー
- ジョン・レズニック (Johnny Rzeznik) - ボーカル、ギター、キーボード (1986年- )
- ロビー・テイキャック (Robby Takac) - ベース、ボーカル (1986年- )

### ツアー・メンバー
- Brad Fernquist - ギター、マンドリン、バック・ボーカル (2006年- )
- Craig Macintyre - ドラム、パーカッション (2014年- )
- Jim McGorman - キーボード、ギター、バック・ボーカル (2018年- )

### 旧メンバー
- ジョージ・トゥトゥスカ (George Tutuska) - ドラム、パーカッション (1986年-1995年)
- マイク・マリニン (Mike Malinin) - ドラム、パーカッション (1995年-2013年)

### 旧ツアー・メンバー
- Lance Diamond - ボーカル (1986年-2014年)
- Nathan December - ギター、マンドリン、バック・ボーカル (1998年-2000年)
- Dave Schultz - キーボード、バック・ボーカル (1998年-2000年)
- ジェイソン・フリース (Jason Freese) - キーボード、アコーディオン、サクソフォーン、バック・ボーカル (2002年-2004年)
- Greg Susan - ギター、マンドリン、パーカッション、バック・ボーカル (2002年-2006年)
- ポール・ゴードン (Paul Gordon) - キーボード、バック・ボーカル (2004年-2006年)
- Korel Tunador - キーボード、ギター、サクソフォーン、バック・ボーカル (2006年-2018年)
- Scott Eric Olivier - キーボード、ギター、バック・ボーカル (2009年)
- Rick Woolstenhulme Jr. - ドラム、パーカッション (2013年-2014年)

## 来日公演
- 1996年（初来日）

5月27日 横浜ベイホール、30日,6月3日 新宿LIQUIDROOM
- 1999年

2月11日 渋谷公会堂、12日 名古屋CLUB QUATTRO、13日 梅田HEAT BEAT、14日 横浜ベイホール
- 2002年

10月19日 Zepp Tokyo
- 2007年

8月11日、12日 サマーソニック07出演（初日：東京、2日目：大阪）

## ディスコグラフィ

### スタジオ・アルバム
- Goo Goo Dolls (1987年)
- 『ジェッド』 - Jed (1989年)
- 『ホールド・ミー・アップ』 - Hold Me Up (1990年)
- 『スーパースター・カー・ウォッシュ』 - Superstar Car Wash (1993年)
- 『ボーイ・ネームド・グー～グーという名の少年～』 - A Boy Named Goo (1995年)
- 『ディジー・アップ・ザ・ガール』 - Dizzy Up the Girl (1998年)
- 『ガターフラワー』 - Gutterflower (2002年)
- 『レット・ラヴ・イン』 - Let Love In (2006年)
- 『サムシング・フォー・ザ・レスト・オブ・アス』 - Something for the Rest of Us (2010年)
- 『マグネティック』 - Magnetic (2013年)
- 『ボクシーズ』 - Boxes (2016年)
- Miracle Pill (2019年)
- It's Christmas All Over (2020年)
- Chaos in Bloom (2022年)

### コンピレーション・アルバム
- 『ベスト・オブ・グー・グー・ドールズ』 - What I Learned About Ego, Opinion, Art & Commerc  (2001年)
- iTunes Originals (2006年)
- 『グレイテスト・ヒッツ VOL.1 ザ・シングルズ』 - Greatest Hits Volume One: The Singles (2007年)
- Vol. 2 (2008年)
- Pick Pockets, Petty Thieves, and Tiny Victories (1987-1995) (2017年)
- Topography (1998-2013) (2019年)
- Rarities (2021年)